# Dario Varotari il Vecchio
Dario Varotari il Vecchio (Verona, 1539 – 1596) è stato un pittore e architetto italiano.

## Biografia

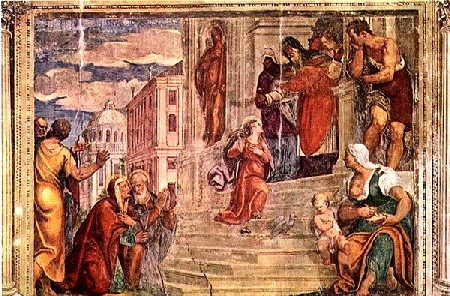
Presentazione di Maria al tempio, Scuola della Carità, Padova

Dopo gli studi sotto Paolo Veronese si dedicò alla pittura. Di lui ci rimangono pochi lavori tra cui vanno ricordati i cicli di affreschi dell'Abbazia di Praglia, della villa Emo Capodilista a Montecchia, e, a Padova, il ciclo della Vergine nella sala capitolare della Scuola della Carità e la Pala, conservata nella Chiesa di San Martino a Voltabrusegana.
Suo figlio Alessandro divenne un celebre pittore col soprannome di Padovanino e sua figlia Chiara fu una pittrice, così come il nipote Dario Varotari il Giovane.